# Corydalis foliaceobracteata
Corydalis foliaceobracteata là một loài thực vật có hoa trong họ Anh túc. Loài này được C.Y.Wu & Z.Y.Su mô tả khoa học đầu tiên năm 1997.